# 小行星3217
小行星3217（3217 Seidelmann）是一颗围绕太阳公转的小行星。1980年9月2日，愛德華·鮑威爾在可可尼诺县发现了此天体。
該小行星以美國天文學家保羅·肯尼思·塞德曼（Paul Kenneth Seidelmann）命名。
这颗小行星的绝对星等为356.74998等。